# Obliterator
Obliterator est un jeu vidéo d'action-aventure développé et édité par Psygnosis, sorti en 1988 sur les ordinateurs 16 bits Amiga et Atari ST. Le jeu a été adapté sur les systèmes 8 bits Amstrad CPC, MSX et ZX Spectrum en 1989 par Melbourne House.

## Système de jeu
Obliterator hérite de l'interface de jeu à la souris employée dans Barbarian (1987), un jeu des mêmes concepteurs qui avait marqué les esprits de possesseurs de micros 16/32-bits. Le jeu prend ici place dans un univers de science-fiction avec une progression moins linéaire qui laisse plus de place à l'exploration.

## Développement
David H. Lawson a programmé le jeu tandis que Garvan Corbett et Jim Ray Bowers ont réalisé les graphismes. David Whittaker a composé la bande-son et Roger Dean conçu l'illustration de la boîte de jeu.

## Accueil
Obliterator a reçu des appréciations globalement positives dans la presse spécialisée. Dans le magazine français Tilt, le testeur conclut que c'est « un logiciel très soigné, typique de la qualité Psygnosis, qui tiendra longtemps (le joueur) en haleine. ». Dans Génération 4, la musique de David Whittaker est jugée « envoûtante » . Le rythme de jeu, plutôt lent, et l'absence de scrolling continu sont cependant critiqués.
Notes dans les médias : ACE : 570/1000 • Commodore User : 7/10 • Génération 4 : 86 % • Tilt : 16/20